# Малево (област Смолян)
 За другото българско село вижте Малево (Област Хасково).  
Малево е село в Южна България. То се намира в община Чепеларе, област Смолян.

## География
Село Малево се намира в Родопите. Разположено е в центъра на Хвойненската котловина в Средните Родопи, наричана и Ропката. Малево се намира в близост до селата Хвойна и Орехово, на 25 километра от Бачковския манастир и на 35 km северно от Пампорово.
В района около селото се намират следните природни забележителности:
- Чудните мостове – оформени са от река, която постепенно е издълбала стените и част от тавана на дълбока пещера. След оттеглянето на реката са останали две мраморни арки, или така наречените мостове;
- Челевешка пещера, входът на която по време на османското владичество е запушен и запален и така в нея загива по-голямата част от населението на село Орехово.
- Койловско дере/костен камък – дълго мраморно ждрело с карстови форми и поляни
- Персенския рид – верига от масивни остри върхове, която започва от връх Гургутевица и завършва при връх Голям Персенк; това е районът с най-голямо биоразнообразие в Родопите

## История
По време на голямото помохамеданчване в Родопите през втората половина на XVII век, избягали българи християни основават малко село в планината. Нарекли го Малево (от „мало“ или „ма'ала“ {махала}), защото се състояло първоначално само от 15 семейства.

## Културни и природни забележителности
- „Тепавицата“ или още наричана „Дъщата“, където можете натурално да изберете килимите си с изворна вода и да хапнете вкусни родопски гозби и скара в ресторанта.
- Водопада, който се намира от „Дъщата“ нагоре покрай реката.
- Параклис „Свети Власий“
- Параклис „Вяра, Надежда и Любов“
- Параклис „Св. Дух“
- Параклис „Въздвижение на Светия Кръст"
- Параклис „Св. Богородица“
- Параклис „Св. Пантелеймон“
- Параклис „Св. Георги“
- Параклис „Св. Илия“
- Параклис „Св. Варвара“
- Параклис „Св. Мина“
- Църква „Архангел Михаил“
- Църква „Възнесение Господне“
- Паметник на Васил Левски в центъра на селото
- Къщата на Згура, в която Васил Левски е пребивавал за кратко време.
- връх Персенк

## Редовни събития
- Празникът на село Малево е Илинден, 20 юли. На този ден цялото село се събира и прави курбан до параклиса „Св. Илия“. След това (или в близката до деня събота) има празненство с народни песни танци на хорището срещу селото.
- Селото е известно и с уникалния си празник на меда. Чества се на 15 август в параклиса на Света Богородица, още наричан „Медена Черква“.
- Честват се с курбан и празниците свързани с параклисите около селото -- Св. Дух, Св. Вяра, Надежда и Любов, Св. Мина, Св. Пантелеймон, Св. Георги, Св. Варвара и Кръстовден (Въздвижение на Светия Кръст).

## Кухня
Характерни ястия за района:
- Баница с ориз
- Тикалници
- Катми
- Пататник
- Качамак
- Зрял фасул

## Личности
- Атанас Згуровски, учител и революционер

1. ↑  www.grao.bg